# Пацьоркова-Воля-Нова
Пацьоркова-Воля-Нова (пол. Paciorkowa Wola Nowa) — село в Польщі, у гміні Зволень Зволенського повіту Мазовецького воєводства.
Населення — 150 осіб (2011).
У 1975-1998 роках село належало до Радомського воєводства.

## Демографія
Демографічна структура станом на 31 березня 2011 року:
|          | Загалом | Допрацездатний вік | Працездатний вік | Постпрацездатний вік |
| -------- | ------- | ------------------ | ---------------- | -------------------- |
| Чоловіки | 68      | 12                 | 46               | 10                   |
| Жінки    | 82      | 16                 | 44               | 22                   |
| Разом    | 150     | 28                 | 90               | 32                   |